# Monographella albescens
Monographella albescens är en svampart som först beskrevs av Thüm., och fick sitt nu gällande namn av V.O. Parkinson, Sivan. & C. Booth 1981. Monographella albescens ingår i släktet Monographella, ordningen kolkärnsvampar, klassen Sordariomycetes, divisionen sporsäcksvampar och riket svampar.   Inga underarter finns listade i Catalogue of Life.